# Epinephelus irroratus
Epinephelus irroratus es una especie de peces de la familia Serranidae en el orden de los Perciformes.

## Morfología
Los machos pueden llegar alcanzar los 27,7 cm de longitud total.

## Distribución geográfica
Se encuentran en las islas Marquesas.